# Єгіазарян Борис
Борис Завенович Єґіазарян (вірм. Բորիս Զավենի Եղիազարյան; 6 серпня 1956, Апаран — український художник-графік, живописець та колажист вірменського походження. Роботи представлені в колекціях Київської національної картинної галереї, Вінницького музею мистецтв, Музею Сергія Параджанова в Єревані, Національної галереї Вірменії.

## Біографія
Народився 1956 року в селі Апаран, у Вірменії. Навчався живопису в Єреванському художньому училищі, згодом у Художньому інституті ім. Мухіної у Санкт-Петербурзі. У 1986 році закінчив Київську художню академію. З 1986 року бере участь у численних виставках в Україні, Вірменії та закордоном. Роботи художника знаходяться у відомих музеях України та світу, а також численних приватних колекціях. Мав персональні виставки в Бордо, Бадені, Санта-Фе, Парижі, Торонто, Єревані.
У 2018 році у «Видавництві Старого Лева» вийшла збірка оповідань художника «Сорок джерел», яку він написав багато років тому. Книжка спогадів Бориса Єґіазаряна проілюстрована малюнками самого художника.

## Відзнаки
- 1998 року, за рейтингом Асоціації галерей України, увійшов до переліку 20 найкращих художників України[3].
- Міжнародний Біографічний центр Кембриджа включив його до списку «2000 видатних художників та дизайнерів ХХ століття»[5].
- 1999 року нагороджений «Дипломом Міжнародного Біографічного центра» Кембриджа за видатний вклад у живопис та мистецтво ХХ століття.
- 2001 року, за рейтингом газети «День», виставка Бориса Єґіазаряна в галереї «На Костельній» була визнана «найкрасивішою виставкою» («Самая красивая выставка», «День», 29 декабря 2001, Киев).
- 2002 року увійшов до каталогу «Обличчя України», «Щорічний Український журнал».

## Громадсько-політична діяльність
З 1988 до 1991 року брав участь у Карабаському конфлікті. У 1988 також виступив на першому несанкціонованому мітінгу в Києві, де розповів про тимчасові події у Сумгаїті.
За участь у Помаранчевій революції нагороджений орденом за громадську мужність (29 січня 2005, «Пора!»).
У 2008 виступав проти фальсифікацій на президентських виборах у Вірменії. У 2014 порівнював ці події з Євромайданом. Активіст Євромайдану, товариш Сергія Нігояна.
Виступив активістом популяризації творчості Поліни Райко (1928—2004) та Леоніда Литвина.

## Релігійно-суспільна діяльність
Християнин, належить до Вірменської апостольської церкви. Бере участь у виставках духовного напрямку та благодійних акціях.
У липні 2018 року підтримав відкритий лист українських діячів культури до ув'язненого у Росії українського режисера Олега Сенцова